# Spilosoma todara
Spilosoma todara är en fjärilsart som beskrevs av Moore 1872. Spilosoma todara ingår i släktet Spilosoma och familjen björnspinnare. Inga underarter finns listade i Catalogue of Life.